# 河清
河清（562年四月—565年四月）是北齊武成帝高湛的年号，歷時3年。
《北齐书》载：“乙巳，青州刺史上言，今月庚寅河、济清。以河、济清，改大宁二年为河清，降罪人各有差。”

## 纪年
| 河清 | 元年  | 二年  | 三年  | 四年  |
| ---- | ----- | ----- | ----- | ----- |
| 公元 | 562年 | 563年 | 564年 | 565年 |
| 干支 | 壬午  | 癸未  | 甲申  | 乙酉  |

## 參看
- 中国年号索引
- 同期存在的其他政权年号
  - 天保（562年二月—585年十二月）：西梁政權梁明帝萧岿的年号
  - 天嘉（560年正月—566年二月）：南朝陈政權陳文帝陈蒨的年号
  - 保定（561年正月—565年十二月）：北周政权周武帝宇文邕年号
  - 延昌：高昌政权麴乾固年号
  - 開國（551年—568年）：新羅真興王之年號